# Zhong Lin Wang
Zhong Lin Wang (também Zhong Wang ou Zhong L. Wang; 1961) é um físico estadunidense. Trabalha com nanotecnologia.

## Vida
Wang obteve um Ph.D. em física na Universidade do Estado do Arizona em 1987. De 1987 a 1988 fez um pós-doutorado na Universidade Stony Brook e de 1988 a 1989 foi pesquisador no Laboratório Cavendish da Universidade de Cambridge, Inglaterra. De 1989 a 1993 trabalhou no Laboratório Nacional Oak Ridge e de 1993 a 1995 no National Institute of Standards and Technology. Desde 1995 trabalha no Center for Nanostructure Characterization (CNC) do Instituto de Tecnologia da Geórgia, sendo atualmente (situação em 2015) seu diretor.
Wang está entre os cinco autores mais citados na área da nanotecnologia. Detém 28 patentes. Suas publicações foram citadas mais de 36.000 vezes. Desde 2015 a Thomson Reuters o tem listado como um dos favorito para receber o Nobel de Física.
É conhecido por pesquisas sobre nanofios.
Recebeu o Prêmio James C. McGroddy para Novos Materiais de 2014.

## Obras
- Nanogenerators for self-powered devices and systems, Georgia Institute of Technology, 2011.
- Self powered nanotech, Scientific American, janeiro de 2008, pdf.
- com outros: Self-powered nanowire devices, Nature Nanotechnology, Volume 5, 2010, p. 366–373.